# كفر الخير
كفر الخير، قرية تابعة للوحدة المحلية لقرية محلة دياي، التابعة لمركز دسوق التابع لمحافظة كفر الشيخ في جمهورية مصر العربية.

## توابعها
لا توجد لها أي توابع من عزب وكفور ونجوع.

## السكان
حسب إحصاءات عام 2006، بلغ عدد سكانكفر الخير 11,397 نسمة، منهم 1,959 ذكر و973 أنثى.